# Kampfretter

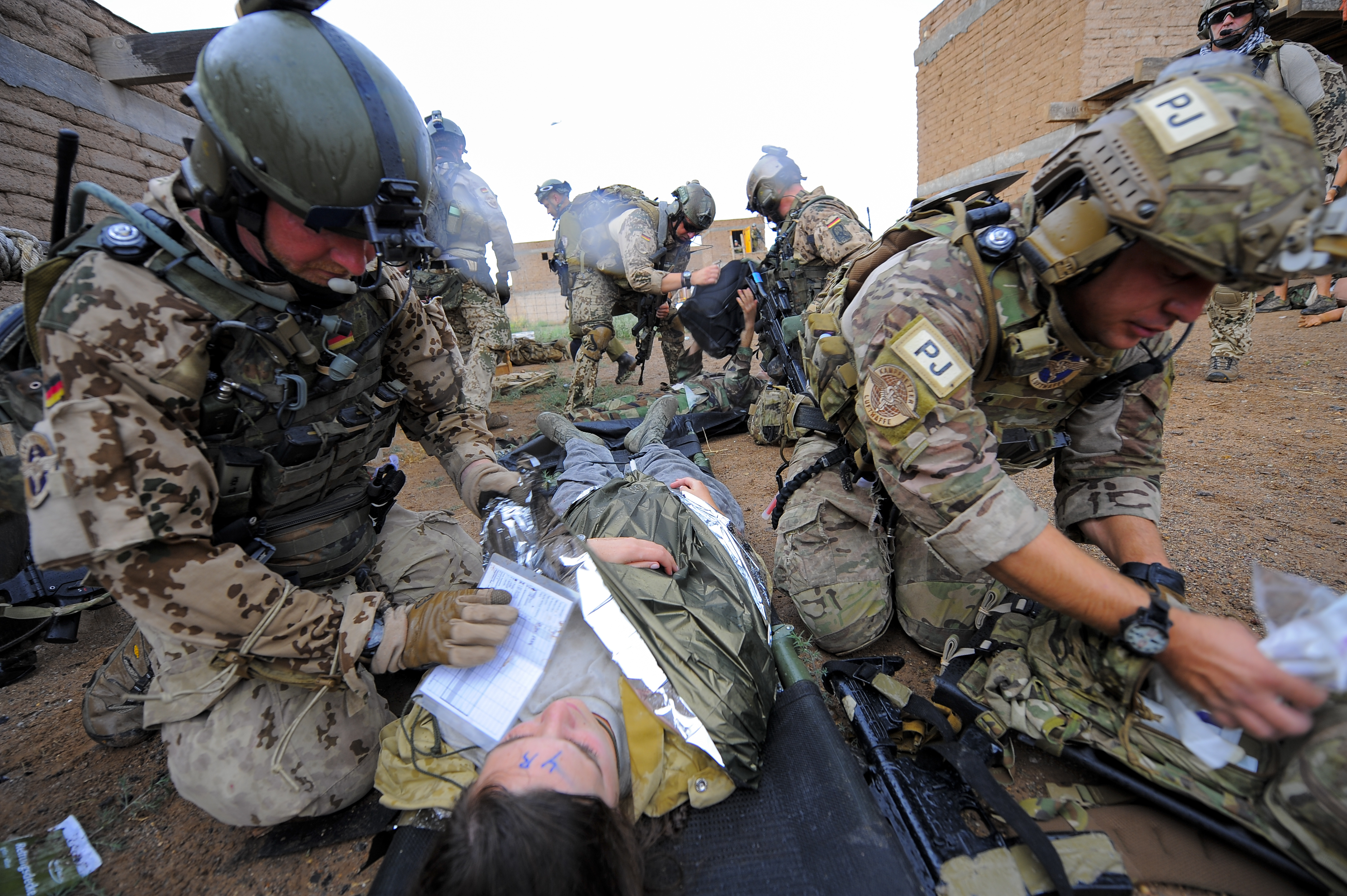
Kampfretter und Soldaten des United States Air Force Pararescue behandeln ein simuliertes Opfer während der Übung Angel Thunder 2015

Kampfretter sind spezialisierte Kräfte der deutschen Luftwaffe, deren Auftrag die Rettung sowie bewaffnete Rückführung von verunglückten Luftfahrzeugbesatzungen, weiterer sich an Bord befindlicher Personen und von Spezialkräften unter Gefechtsbedingungen und (auch) im Ausland ist.
Einsätze erfolgen im Rahmen des CSAR als Teil der Personnel Recovery (PR). Diese Kräfte sind das einzig dedizierte Personal der Bundeswehr für den Auftrag „Rettung und Rückführung“.

## Hintergrund
Bis zum Beginn der 2010er Jahre war die Luftwaffe der Bundeswehr nicht in der Lage, ihre Piloten nach Abschuss, Absturz oder Notlandung mit eigenen Kräften aus einer Notlage am Boden zu retten, wie die US-amerikanischen Pararescue Jumpers, abgekürzt PJs oder das französische Commando Parachutiste de l’air.
Die Einsätze der NATO während des Balkankriegs zeigten die Notwendigkeit dieser Fähigkeiten. Innerhalb der im Jahr 1996 aufgestellten CSAR-Kerngruppe der Luftwaffe in Diepholz, nachmalig später Holzdorf wurden Konzepte zur Schließung dieser Fähigkeitslücke erarbeitet und Verfahren sowie Zuständigkeiten festgelegt. Diese Fähigkeitslücke sollte mithilfe des Mehrzweckhubschraubers NH90 in der seinerzeit noch geplanten CSAR-Variante erfolgen und die entsprechende Befähigung ab 2006 sichergestellt werden. Problematisch erwies sich hierbei jedoch die Nichtverfügbarkeit von für diese Missionen geeigneten Luftfahrzeugmustern und erfahrenen Kampfrettern.
Vor Aufstellung der Kampfretter wurden zur Erfüllung dieses Auftrags in Afghanistan neben Soldaten des Heeres hauptsächlich Objektschützer der Luftwaffe, die in Masar-e Scharif stationiert waren, eingesetzt. Für den Einsatz im gesamten Spektrum der Personnel Recovery entwickelte die Luftwaffe schließlich den Gesamtverbund Kräfte Rettung und Rückführung.
Vom 10. bis 25. Oktober 2012 fand auf dem Flugplatz Holzdorf der Combined Joint Personnel Recovery Course (CJPRSC) mit über 300 Teilnehmern aus zwölf Nationen statt. Ziel des Lehrgangs war es, die Befähigung zur Suche, Rettung und Rückführung von Personal in isolierten Lagen als Fähigkeit europäischer Streitkräfte sicherzustellen.
Ab 2013 wurde beim Hubschraubergeschwader 64 (HSG64) in Laupheim mit der Aufstellung eines Organisationselements „Kampfretter“ sowie mit deren Ausbildung begonnen.

## Organisation
Ursprünglich waren die Kampfretter im Umfang einer Teileinheit bei der 2. Staffel des HSG64 verortet. Abhängig von Lage und Auftrag werden sie in Teams oder Trupps von zwei bis vier Soldaten eingesetzt. Zusätzlich können sie z. B. durch Luftrettungsmeister zur sanitätsdienstlichen Erstversorgung, EOD-Personal, Forward Air Controller oder durch anderes spezialisiertes Personal verstärkt werden.
Als Verbringungsmittel wird bis zum Erreichen der Zielbefähigung mit einem für PR geeigneten Luftfahrzeug der mittlere Transporthubschrauber CH-53 genutzt. Im Einsatz sind die Kampfretter als Besatzungsmitglieder in die jeweiligen Crews integriert, können darüber hinaus jedoch auch auf sämtlichen anderen Plattformen bzw. Fahrzeugen eingesetzt werden.
Kampfretter stellen ein infanteristisches Element der Luftwaffe dar und sind neben den Objektschutzkräften den Kampfunterstützungskräften der Luftwaffe zugeordnet. Seit Juni 2023 sind sie Teil des Objektschutzregimentes der Luftwaffe.

## Aufgaben
Kampfretter sind bereits in den ersten vorbereitenden Phasen eines PR-Einsatzes eingebunden. Sie wirken hierbei im Zuge der Planung und Zusammenstellung der sogenannten Extraction Teams mit. Des Weiteren beraten sie den militärischen Führer auf Grundlage der zur Verfügung stehenden Informationen. Im Rahmen der Vorbereitungen stimmen sich die Kampfretter hierbei mit den beteiligten Luftfahrzeugbesatzungen ab. Zur Unterstützung des zu rettenden Personals am Boden springen sie ggf. mit dem Fallschirm aus dem Luftfahrzeug ab und beginnen mit der Suche, Bergung, Versorgung und Vorbereitung der betroffenen Personen auf die Rückführung. Um die Sicherheit während einer Rückführungsoperation zu gewährleisten, identifizieren Kampfretter die aufzunehmenden Personen nach im Vorfeld festgelegten Verfahren. Neben diesen Tätigkeiten sind sie darüber hinaus in der Lage, die Bordwaffen des jeweiligen Luftfahrzeugs zu bedienen. Abhängig von der Bedrohungslage können Kampfretter auch zusätzlich durch Objektschutzkräfte oder Sanitätspersonal verstärkt werden. Nach Durchführung des Einsatzes sind sie schließlich an dessen Nachbereitung und Auswertung beteiligt.
Kampfretter werden vorrangig für PR-Operationen im Verantwortungsbereich der Luftwaffe eingesetzt. Hierbei ist die Rückführung von Luftfahrzeugbesatzungen aus gegnerischem Gebiet eines der wahrscheinlichsten Einsatzszenarios. Nicht eingesetzt werden sie im Rahmen von Evakuierungsoperationen, Befreiungen von Geiseln oder Kriegsgefangenen oder der Rettung von Schiffbrüchigen. Für Einsätze dieser Art werden durch das Heer bzw. die Marine jeweils eigene Kräfte-Verbünde zusammengestellt und eingesetzt.

## Ausbildung
Kampfretter stellen eine eigene Ausbildungsreihe in der Luftwaffe dar. Aufgrund der hohen Anforderungen an die Kampfretterfeldwebel im Rahmen von Ausbildung und Einsatz findet die Auswahl von Bewerbern nach strengen Kriterien statt. Nachdem der Personalbedarf zunächst durch Angehörige des Luftwaffenobjektschutzes gedeckt wurde, wurden später auch erfahrene Berufssoldaten u. a. der Division Spezielle Operationen bzw. Division Schnelle Kräfte sowie vom Ausbildungszentrum Spezielle Operationen angeworben.
Jeder Bewerber muss den Lehrgang „Feldwebel der Luftwaffensicherungstruppe“ oder eine vergleichbare infanteristische Ausbildung abgeschlossen haben. Verbunden mit der Bewerbung ist eine Regelverpflichtungszeit von 20 Jahren oder der Status eines Berufssoldaten. Das Auswahlverfahren schließt mit der Eignungsfeststellung ab. Aufgrund der Hauptverbringungsart per Hubschrauber müssen die Kampfretter alle flugmedizinischen Anforderungen erfüllen.
Nach Abschluss der Einzelkämpferausbildung und dem Überlebenstraining (Land/See) folgen Ausbildungen in den Bereichen Fallschirmsprung (automatisch und manuell), Abseilverfahren (Rappelling/Fast Roping), Schießen, Nahkampf, technische Rettung (Extrication) und Rettung in beengten Verhältnissen sowie aus schwierigem Gelände. Die umfangreiche Ausbildung schließt mit einer zusätzlichen erweiterten medizinischen Ausbildung ab. Insgesamt kann die Ausbildung zum Kampfretterfeldwebel eine Dauer von über zwei Jahren in Anspruch nehmen.

## Einsätze
- Von 2016 bis 2021: Resolute Support – Afghanistan

## Auszeichnungen
Beim Anschlag auf das Generalkonsulat in Mazar-e Sharif (Afghanistan) am 10. November 2016 sind die eingesetzten Soldaten des Kommando Spezialkräfte und die Soldaten der Kampfretter der Luftwaffe mit der Gefechtsmedaille der Bundeswehr ausgezeichnet worden. Den Führer dieser Kräfte habe der damalige Befehlshaber des Einsatzführungskommandos im August 2019 mit dem Ehrenkreuz der Bundeswehr in Gold mit rotem Rand für seine besonders herausragenden Leistungen unter Gefahr für Leib und Leben ausgezeichnet.

## Anschlag auf deutsches Generalkonsulat in Masar-e Scharif
Beim Anschlag auf das deutsche Generalkonsulat in Masar-e Scharif am Abend des 10. Novembers 2016 waren Kampfretter gemeinsam mit Soldaten des Kommandos Spezialkräfte die ersten Kräfte vor Ort und schützten das Konsulat und Angehörige.